# Sainte-Marguerite-des-Loges
Sainte-Marguerite-des-Loges är en kommun i departementet Calvados i regionen Normandie i norra Frankrike. Kommunen ligger i kantonen Livarot som ligger i arrondissementet Lisieux. År 2018 hade Sainte-Marguerite-des-Loges 181 invånare.

## Befolkningsutveckling
Antalet invånare i kommunen Sainte-Marguerite-des-Loges
Referens:INSEE